# Warburg
Pour les articles homonymes, voir Warburg (homonymie).
Warburg est une ville de Rhénanie-du-Nord-Westphalie (Allemagne), située dans l'arrondissement de Höxter, dans le district de Detmold, dans le Landschaftsverband de Westphalie-Lippe, à la frontière de trois Länder : la Rhénanie-du-Nord-Westphalie, la Hesse et la Basse-Saxe.

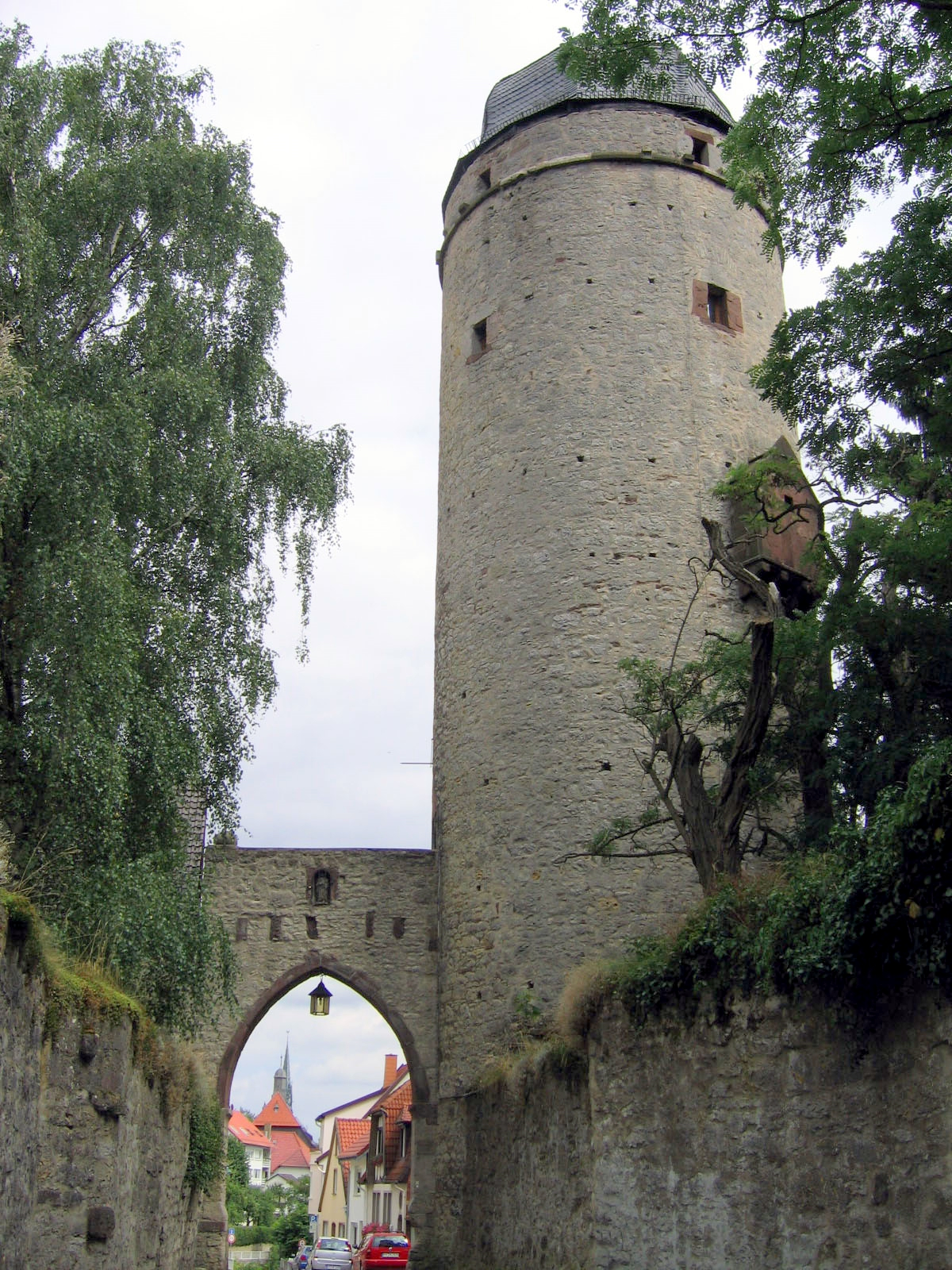
La Sackturm à Warburg

## Histoire
| Appartenances historiques Principauté épiscopale de Paderborn 1281-1802 Royaume de Prusse 1802-1807 Royaume de Westphalie 1807-1813 Royaume de Prusse (Province de Westphalie) 1815-1918 République de Weimar 1918-1933 Reich allemand 1933-1945 Allemagne occupée 1945-1949 Allemagne 1949-présent |

## Jumelages
- Luckau (Brandebourg) (Allemagne)

## Personnalité liée à la ville
- Auguste Förster